# اوگنیا آگوستیناس
اوگنیا آگوستیناس (روسی: Евгения Сергеевна Аугустинас؛ زادهٔ ۲۲ ژانویهٔ ۱۹۸۸) دوچرخه‌سوار اهل روسیه است.
وی در مسابقات کشوری و بین‌المللی در مجموع برندهٔ ۲ مدال طلا، ۵ مدال نقره، ۷ مدال برنز شده‌است.